# Gérson da Silva
Gérson Pereira da Silva (23 de septiembre de 1965 - 17 de mayo de 1994), a veces conocido simplemente como Gérson, fue un futbolista brasileño que jugaba como delantero.

## Biografía
El talento de Gerson da Silva se hizo evidente a los 18 años, cuando fue el máximo goleador de la Copa São Paulo de Futebol Júnior 1984 con el Santos. Habiendo pasado por el Guaraní de Campinas y el Paulista Futebol Clube, se convirtió en el ídolo del Atlético Mineiro y del Sport Club Internacional, clubes con los que, en 4 años, fue tres veces máximo goleador de la Copa de Brasil (1989 y 1991 por el Atlético, 1992 por el Inter), y sigue siendo el único jugador que ha alcanzado esa marca. En 1991, ayudó al Atlético a lograr la mayor victoria de todos los tiempos en la Copa de Brasil: 11-0 en Caiçara Esporte Clube, Campo Maior, Piauí, en el Estadio Independencia de Belo Horizonte, habiendo anotado cinco goles en este partido. En Internacional, donde era conocido cariñosamente como "Nego Gerson", anotó una serie de hermosos goles y fue fundamental en las exitosas campañas de la Copa de Brasil de 1992 (cuando anotó 9 de los 18 goles del equipo) y el Campeonato Gaúcho. En el momento en que el Colorado levantó la Copa de Brasil, el técnico Antônio Lopes se percató del estado clínico de Gérson. Sin embargo, más que sacarlo del grupo, Lopes lo mantuvo entre titulares. 
Murió en 1994 al ser víctima de toxoplasmosis, a los pocos meses de salir a entrenar por problemas de salud relacionados con el sida. Su esposa Andréa Felipe Silva confirmó que Gerson murió de SIDA y acusó a Internacional de abandonarlo. Según declaraciones de la dirección de la Internacional, Gérson fue diagnosticado con VIH, sin embargo, el jugador y su familia siempre lo han negado. Recientemente los médicos declararon que el delantero centro probablemente nunca habría recibido el tratamiento adecuado en su momento por la falta de progreso en el área, y aparentemente estaba molesto con el estado psicológico, posiblemente por problemas personales o de salud, ya que nunca demostró estar creyente su recuperación. Por estas razones, la enfermedad podría haber avanzado más rápidamente.

## Clubes
| Club             | País   | Año       |
| ---------------- | ------ | --------- |
| Santos           | Brasil | 1985      |
| Guarani          | Brasil | 1985      |
| Paulista         | Brasil | 1986-1987 |
| Atlético Mineiro | Brasil | 1988-1991 |
| Internacional    | Brasil | 1992-1993 |

## Palmarés

### Torneos estaduales
| Título             | Club             | Estado             | Año  |
| ------------------ | ---------------- | ------------------ | ---- |
| Campeonato Mineiro | Atlético Mineiro | Minas Gerais       | 1988 |
| Campeonato Mineiro | Atlético Mineiro | Minas Gerais       | 1989 |
| Campeonato Gaúcho  | Internacional    | Río Grande del Sur | 1992 |

### Campeonatos nacionales
| Título         | Club          | País   | Año  |
| -------------- | ------------- | ------ | ---- |
| Copa de Brasil | Internacional | Brasil | 1992 |

### Campeonatos internacionales
| Título                         | Club (*)                   | Sede            | Año  |
| ------------------------------ | -------------------------- | --------------- | ---- |
| Copa Mundial de Fútbol Juvenil | Selección de Brasil sub-20 | Unión Soviética | 1985 |

- Incluye selección

### Distinciones individuales
| Distinción                    | Temporada |
| ----------------------------- | --------- |
| Goleador de la Copa de Brasil | 1989      |
| Goleador de la Copa de Brasil | 1991      |
| Goleador de la Copa de Brasil | 1992      |